# Welcome to the Masquerade
Welcome to the Masquerade — шестой студийный альбом канадской группы Thousand Foot Krutch, релиз которого состоялся 8 сентября 2009 года.

## Стиль, отзывы критиков
Джаред Джонсон, критик сайта Allmusic.com, высоко оценил диск, поставив ему четыре с половиной звезды из пяти возможных. Джонсон отметил, что группа полностью отказалась от использования элементов рэпа, которые когда-то были характерны для её творчества, и обратились к «чистому» альтернативному року. Рецензент выделил среди главных достоинств альбома запоминающиеся, энергичные гитарные риффы.

## Список композиций
| №   | Название                               | Длительность |
| --- | -------------------------------------- | ------------ |
| 1.  | «The Invitation (Intro)»               | 0:59         |
| 2.  | «Welcome to the Masquerade»            | 3:41         |
| 3.  | «Fire It Up»                           | 3:07         |
| 4.  | «Bring Me to Life»                     | 3:36         |
| 5.  | «E for Extinction»                     | 3:51         |
| 6.  | «Watching over Me»                     | 4:18         |
| 7.  | «The Part That Hurts the Most (Is Me)» | 3:59         |
| 8.  | «Scream»                               | 3:26         |
| 9.  | «Look Away»                            | 4:01         |
| 10. | «Forward Motion»                       | 3:55         |
| 11. | «Outta Control»                        | 3:54         |
| 12. | «Smack Down»                           | 3:21         |
| 13. | «Already Home»                         | 4:30         |

| №   | Название            | Длительность |
| --- | ------------------- | ------------ |
| 14. | «Shook»             | 3:25         |
| 15. | «Take It Out On Me» | 3:17         |
| 16. | «Anyone Else»       | 3:35         |

## Синглы
- Bring Me to Life
- Fire It Up
- Forward Motion
- Already Home